# へ
へ en hiragana ou ヘ en katakana sont deux kanas, caractères japonais qui représentent la même more. Ils sont prononcés /he/ et occupent la 29e place de leur syllabaire respectif, entre ふ et ほ.

## Origine
L'hiragana へ et le katakana ヘ proviennent, via les man'yōgana, du kanji 部.

## Diacritiques
へ et ヘ peuvent être diacrités pour former べ et ベ et représenter le son /be/, ou ぺ et ペ pour le son /pe/.

## Romanisation
Selon les systèmes de romanisation Hepburn, Kunrei et Nihon, べ et ヘ se romanisent en « he », べ et ベ en « be », ぺ et ペ en « pe ».

## Tracé
L'hiragana へ s'écrit en un seul trait.

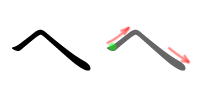
Ordre des traits pour へ.

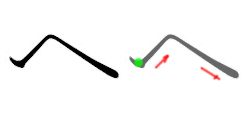
Ordre des traits pour ヘ.

1. Trait diagonal de bas en haut, s'inversant de haut en bas à un peu moins de la moitié du parcours.

Le katakana ヘ s'écrit en un seul trait.
1. Trait diagonal de bas en haut, s'inversant de haut en bas à un peu moins de la moitié du parcours.

## Représentation informatique
- Unicode[1] :
  - へ : U+3078
  - べ : U+3079
  - ぺ : U+307A
  - ヘ : U+30D8
  - ベ : U+30D9
  - ペ : U+30DA